# Puente del Inca (localidad)
Puente del Inca es una localidad del departamento Las Heras, en el noroeste de la provincia de Mendoza, Argentina. 
Debe su nombre al monumento natural Puente del Inca, una formación rocosa que forma un puente natural sobre el río Las Cuevas (desde allí llamado río Mendoza). Esta curiosa geoforma, unida a un abandonado hotel de baños termales, lo han convertido en un punto turístico destacado.

## Geografía

### Población
Cuenta con 132 habitantes (Indec, 2001) en forma permanente, lo que representa un leve incremento del 3,1 % frente a los 128 habitantes (Indec, 1991) del censo anterior. Esta cifra incluye cuarteles.

### Clima
Tiene un clima severo y continental, las temperaturas presentan una importante oscilación anual y las precipitaciones son escasas. El verano es templado y seco, es la época menos lluviosa y las temperaturas medias están por encima de los 15 °C. El invierno es muy frío y la estación más húmeda, con temperaturas por debajo de los 0 °C. La humedad relativa promedio anual es del 34 %, siendo uno de los lugares más secos del país. En el ciclo 1941-1960, la temperatura mínima absoluta registrada fue de -20 °C, y la mínima media 0,5 °C.
| Parámetros climáticos promedio de Puente del Inca, MZ, Argentina | Parámetros climáticos promedio de Puente del Inca, MZ, Argentina | Parámetros climáticos promedio de Puente del Inca, MZ, Argentina | Parámetros climáticos promedio de Puente del Inca, MZ, Argentina | Parámetros climáticos promedio de Puente del Inca, MZ, Argentina | Parámetros climáticos promedio de Puente del Inca, MZ, Argentina | Parámetros climáticos promedio de Puente del Inca, MZ, Argentina | Parámetros climáticos promedio de Puente del Inca, MZ, Argentina | Parámetros climáticos promedio de Puente del Inca, MZ, Argentina | Parámetros climáticos promedio de Puente del Inca, MZ, Argentina | Parámetros climáticos promedio de Puente del Inca, MZ, Argentina | Parámetros climáticos promedio de Puente del Inca, MZ, Argentina | Parámetros climáticos promedio de Puente del Inca, MZ, Argentina | Parámetros climáticos promedio de Puente del Inca, MZ, Argentina |
| Mes                                                              | Ene.                                                             | Feb.                                                             | Mar.                                                             | Abr.                                                             | May.                                                             | Jun.                                                             | Jul.                                                             | Ago.                                                             | Sep.                                                             | Oct.                                                             | Nov.                                                             | Dic.                                                             | Anual                                                            |
| ---------------------------------------------------------------- | ---------------------------------------------------------------- | ---------------------------------------------------------------- | ---------------------------------------------------------------- | ---------------------------------------------------------------- | ---------------------------------------------------------------- | ---------------------------------------------------------------- | ---------------------------------------------------------------- | ---------------------------------------------------------------- | ---------------------------------------------------------------- | ---------------------------------------------------------------- | ---------------------------------------------------------------- | ---------------------------------------------------------------- | ---------------------------------------------------------------- |
| Temp. máx. abs. (°C)                                             | 30.0                                                             | 28.0                                                             | 25.0                                                             | 23.5                                                             | 21.0                                                             | 21.0                                                             | 18.5                                                             | 17.5                                                             | 21.0                                                             | 24.0                                                             | 25.5                                                             | 26.0                                                             | 30.0                                                             |
| Temp. máx. media (°C)                                            | 20.7                                                             | 19.8                                                             | 18.0                                                             | 15.0                                                             | 10.2                                                             | 5.7                                                              | 4.9                                                              | 6.1                                                              | 9.1                                                              | 11.5                                                             | 15.4                                                             | 18.5                                                             | 12.9                                                             |
| Temp. media (°C)                                                 | 14.3                                                             | 13.0                                                             | 10.9                                                             | 8.0                                                              | 4.6                                                              | 0.8                                                              | -0.7                                                             | 0.6                                                              | 3.0                                                              | 5.7                                                              | 9.7                                                              | 12.7                                                             | 6.9                                                              |
| Temp. mín. media (°C)                                            | 6.8                                                              | 5.8                                                              | 3.3                                                              | 1.2                                                              | -0.9                                                             | -3.8                                                             | -6.0                                                             | -4.7                                                             | -2.9                                                             | -0.7                                                             | 2.6                                                              | 4.8                                                              | 0.5                                                              |
| Temp. mín. abs. (°C)                                             | -8.7                                                             | -10.2                                                            | -11.8                                                            | -15.0                                                            | -13.7                                                            | -10.6                                                            | -10.7                                                            | -11.5                                                            | -12.6                                                            | -12.4                                                            | -11.7                                                            | -9.7                                                             | -15.0                                                            |
| Precipitación total (mm)                                         | 4                                                                | 2                                                                | 2                                                                | 8                                                                | 55                                                               | 114                                                              | 52                                                               | 33                                                               | 22                                                               | 23                                                               | 4                                                                | 1                                                                | 320                                                              |
| Días de precipitaciones (≥ 1 mm)                                 | 2                                                                | 2                                                                | 1                                                                | 2                                                                | 7                                                                | 9                                                                | 7                                                                | 6                                                                | 4                                                                | 4                                                                | 2                                                                | 2                                                                | 48                                                               |
| Días de nevadas (≥ 1 mm)                                         | 0.4                                                              | 0                                                                | 0.4                                                              | 1                                                                | 3                                                                | 7                                                                | 6                                                                | 5                                                                | 4                                                                | 3                                                                | 2                                                                | 0.7                                                              | 32.5                                                             |
| Horas de sol                                                     | 310.0                                                            | 296.6                                                            | 279.0                                                            | 252.0                                                            | 186.0                                                            | 144.0                                                            | 148.8                                                            | 192.2                                                            | 222.0                                                            | 254.2                                                            | 279.0                                                            | 294.5                                                            | 2858.3                                                           |
| Humedad relativa (%)                                             | 26                                                               | 26                                                               | 25                                                               | 27                                                               | 37                                                               | 50                                                               | 45                                                               | 45                                                               | 41                                                               | 34                                                               | 26                                                               | 24                                                               | 34                                                               |
| Fuente n.º 1: Servicio Meteorológico Nacional                    |                                                                  |                                                                  |                                                                  |                                                                  |                                                                  |                                                                  |                                                                  |                                                                  |                                                                  |                                                                  |                                                                  |                                                                  |                                                                  |
| Fuente n.º 2: UNLP (sun, extremes and snow only)                 |                                                                  |                                                                  |                                                                  |                                                                  |                                                                  |                                                                  |                                                                  |                                                                  |                                                                  |                                                                  |                                                                  |                                                                  |                                                                  |

### Sismicidad
La sismicidad del área de Cuyo (centro oeste de Argentina) es frecuente y de intensidad baja, y un silencio sísmico de terremotos medios a graves cada 20 años.
Sismo de 1861aunque dicha actividad geológica catastrófica ocurre desde épocas prehistóricas, el terremoto del 20 de marzo de 1861 (164 años) señaló un hito importante dentro de la historia de eventos sísmicos argentinos ya que fue el más fuerte registrado y documentado en el país. A partir del mismo la política de los sucesivos gobiernos mendocinos y municipales han ido extremando cuidados y restringiendo los códigos de construcción. Y con el terremoto de San Juan de 1944 del 15 de enero de 1944 (81 años) los gobiernos tomaron estado de la enorme gravedad sísmica de la región.
Sismo del sur de Mendoza de 1929muy grave, y al no haber desarrollado ninguna medida preventiva, mató a 30 habitantes;
Sismo de 1985fue otro episodio grave, de 9 s de duración, derrumbando el viejo Hospital del Carmen de Godoy Cruz.

## Historia

El Puente del Inca en una acuarela de 1794 por Fernando Brambila.

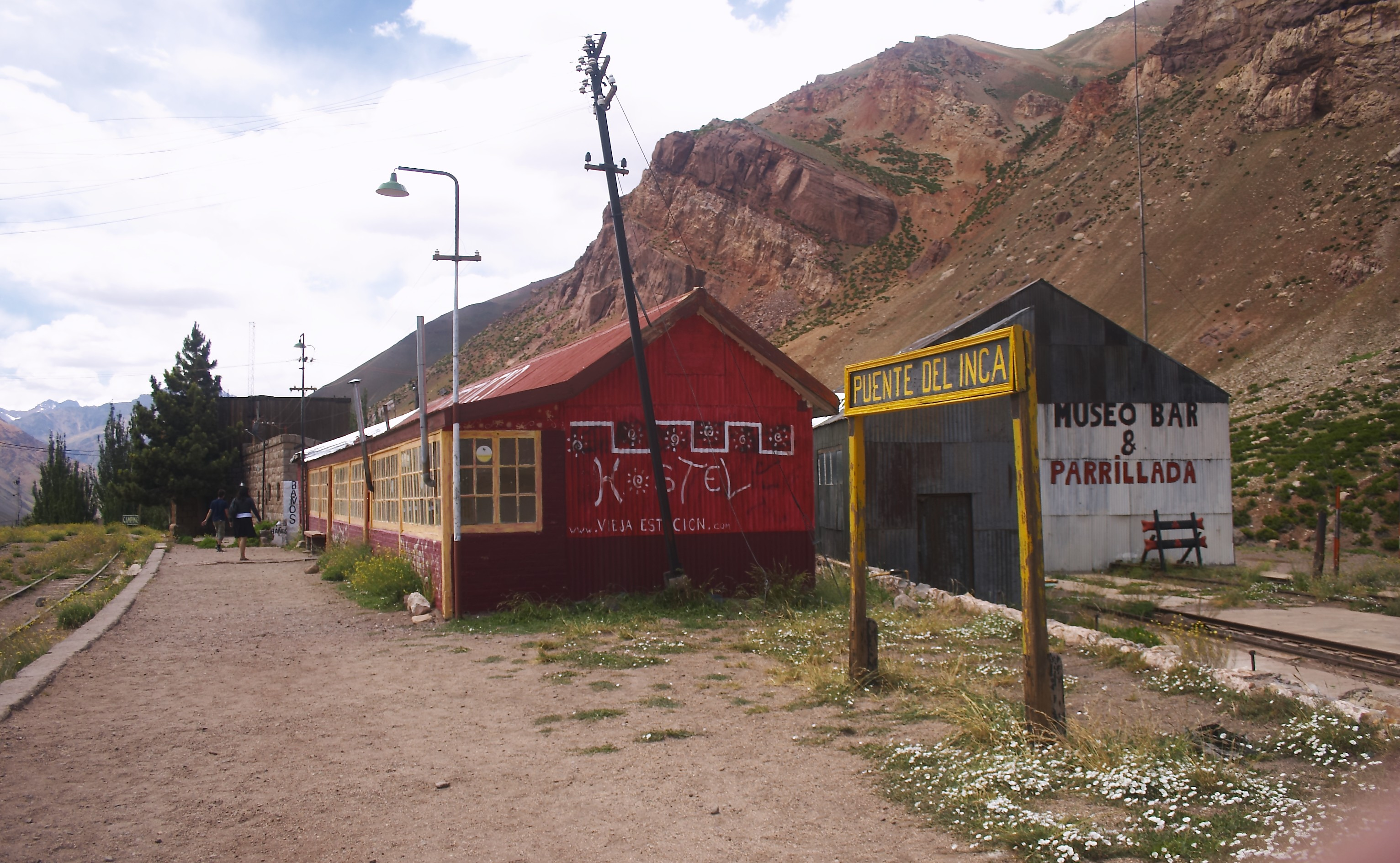
Estación Puente del Inca del Ferrocarril Trasandino Los Andes-Mendoza.

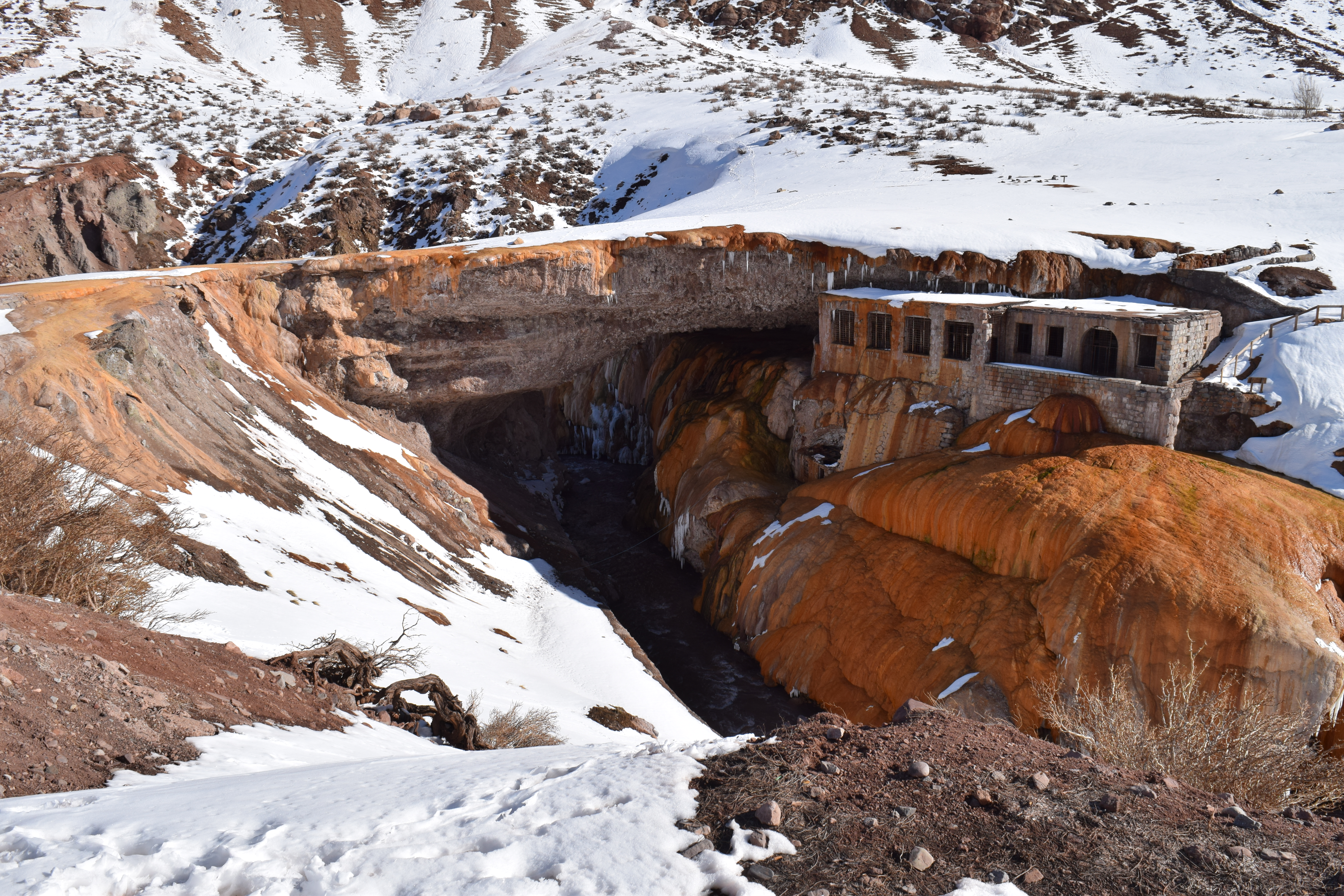
Hotel Puente del Inca abandonado en 1965.

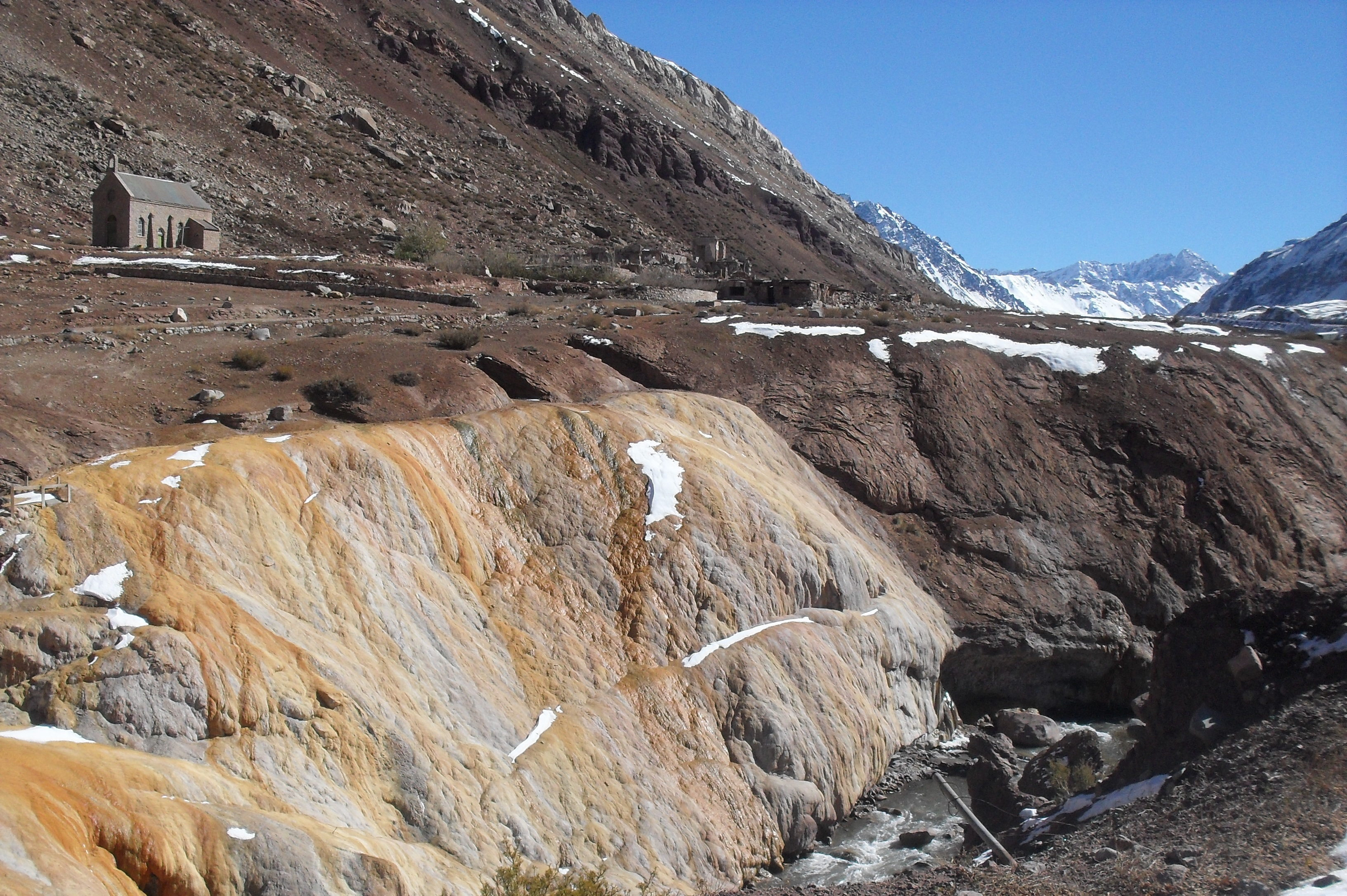
Curso del río después de pasar el puente, se puede observar la antigua capilla y las ruinas del hotel.

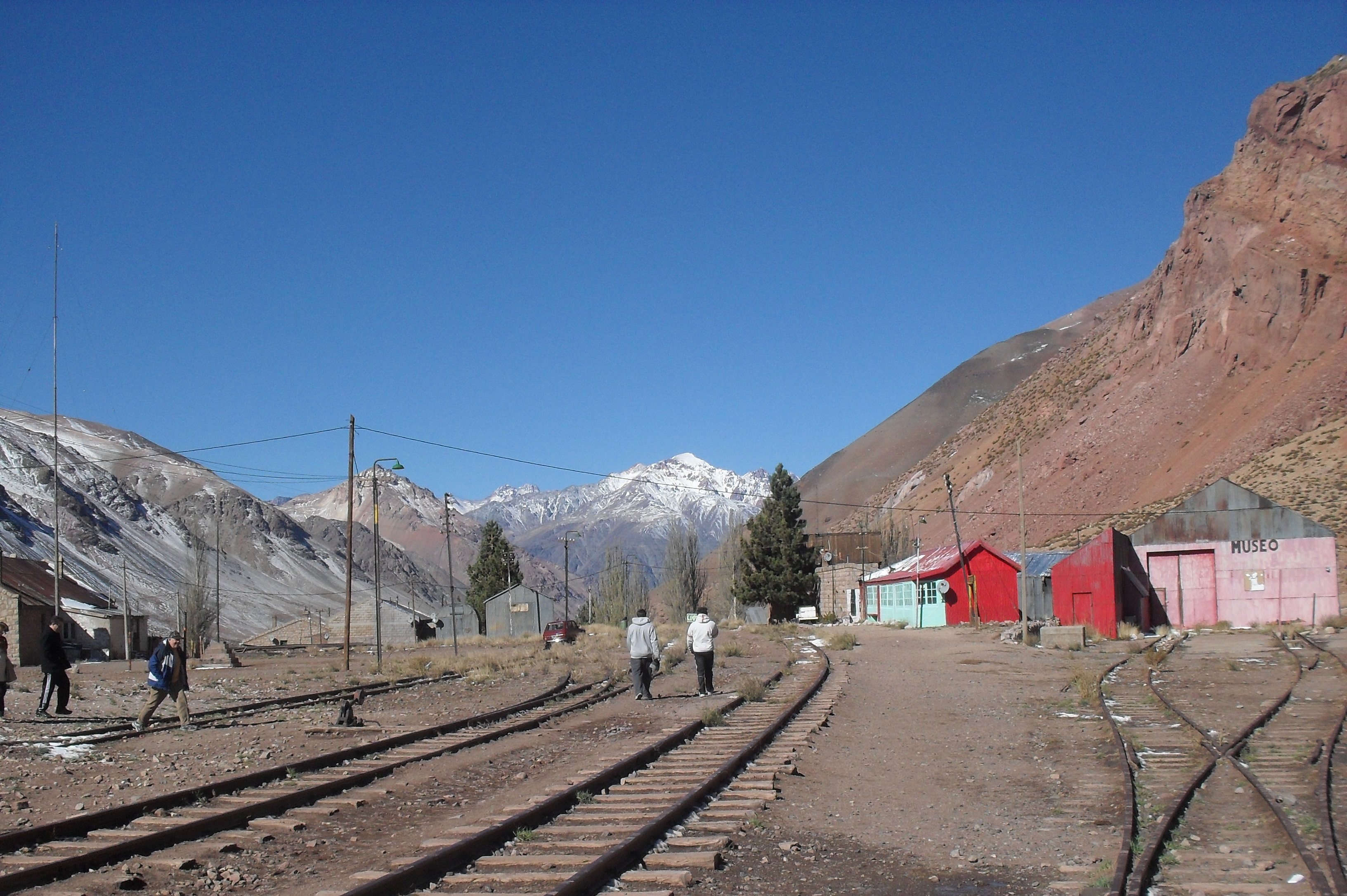
Vías del ferrocarril transandino. en la Estación Puente del Inca.

En la época colonial fue paso obligado de viajeros y correos a Chile y del Ejército de los Andes en la campaña de 1817.
En 1903 los rieles alcanzaban a Las Cuevas y pocos años más tarde era inaugurado, a 3200 metros de altura, el Túnel de la Cumbre que unía la ciudad de Mendoza con Los Andes; de esta forma se concluyeron los centros termales de Cacheuta y Puente del Inca, con sus respectivos hoteles, completando aquel primer paso que fue la extensión ferroviaria. Ambos hoteles, contiguos a las respectivas estaciones ferroviarias, se distinguieron por su modernidad, belleza y confort.
En 1925 se construyó el Hotel Puente del Inca, donde asistían las personalidades más importantes de la época. Cada habitación poseía su propio baño termal. El año 1945 será decisivo en la iniciación del programa vacacional. En el verano la dictadura militar sancionó el mencionado decreto 1740. En paralelo, tanto los decretos de Personería Gremial como el 33302/45 que otorgaba salario básico, mínimo y vital, el Sueldo Anual Complementario (aguinaldo). Inspirándose en el programa nazi Kraft durch Freude, el presidente Perón fomentó el turismo interno, masificando el acceso a Puente del Inca y otros centros turísticos, hasta entonces reservados a la elite.
En 1955 durante el gobierno dictatorial de Pedro Eugenio Aramburu el hotel fue intervenido y su director reemplazado por un capitán de navío, quien ordenó destruir toda la vajilla del hotel llevándola a la plaza y gran parte de sus muebles, rompiendo cada plato y cubierto por asociárselos con el peronismo, incluso paró un tren ferroviario con maples de huevo que ordenó destruir por tener las letras P.P creyendo que eran las siglas de Partido Peronista, siendo en realidad las siglas Pascual Palmada dueño del embarque de huevos. En 1956 el dictador Aramburu sancionó el decreto 17.800 por el que se transfirieron a la Dirección General Inmobiliaria las Unidades Turísticas Chapadmalal, Embalse Río Tercero y de Alta Montaña, privatizando dichas unidades turísticas, quedando en muchos casos en manos privadas de los interventores designados por Aramburu. En 1965 los frecuentes aludes, que un tiempo antes habían dejado inhabilitado el servicio del tren trasandino, destruyeron totalmente el hotel, salvándose sólo la pequeña capilla colonial, en donde provisoriamente se instaló el personal y los visitantes, tras el fuerte alud de ese año que casi destruyó todas las instalaciones, el mismo fue abandonado. Hasta la actualidad el hotel permanece abandonado.

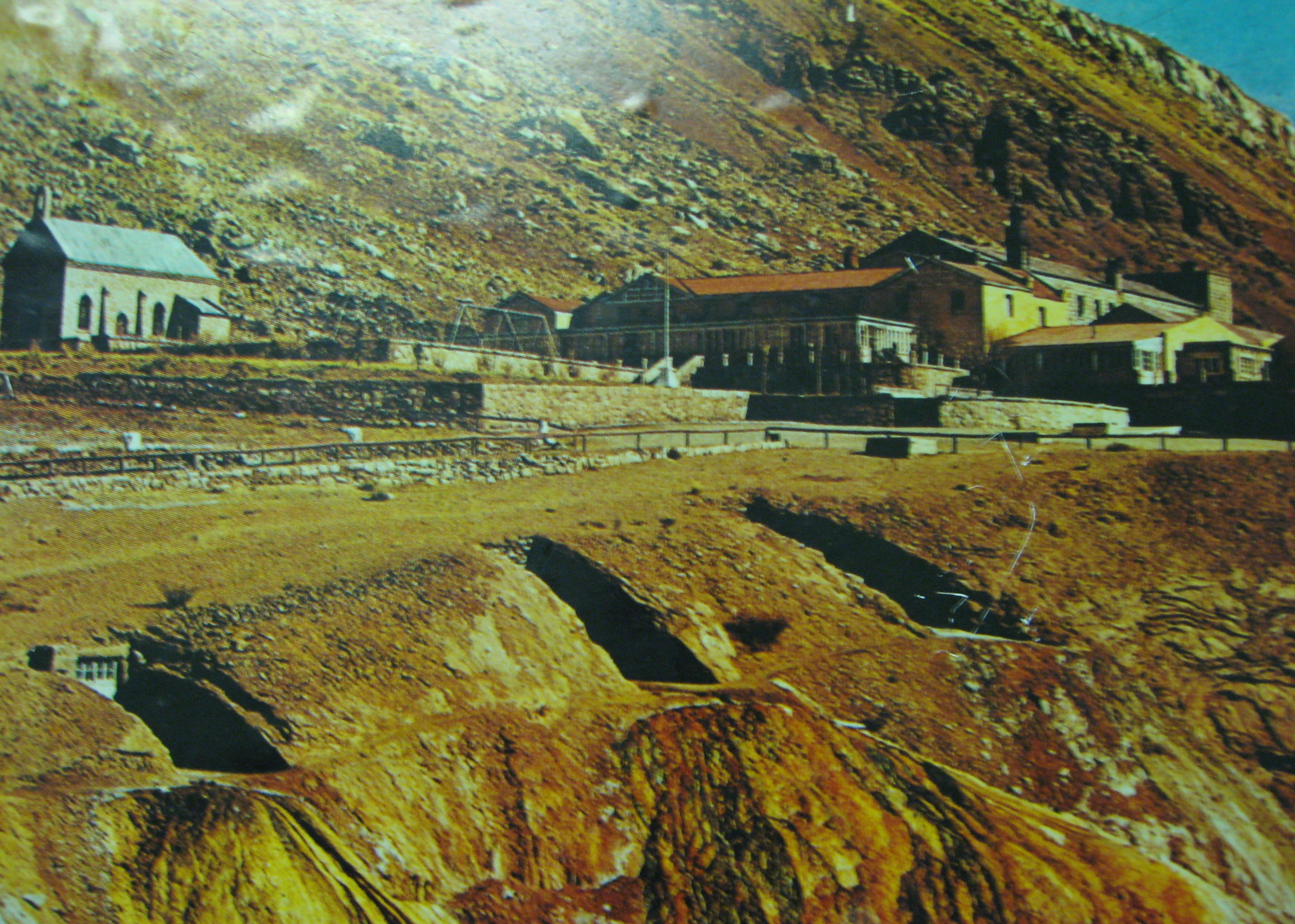
Viejo Hotel de Puente del Inca antes de ser arrasado por un alud.

## Actualidad

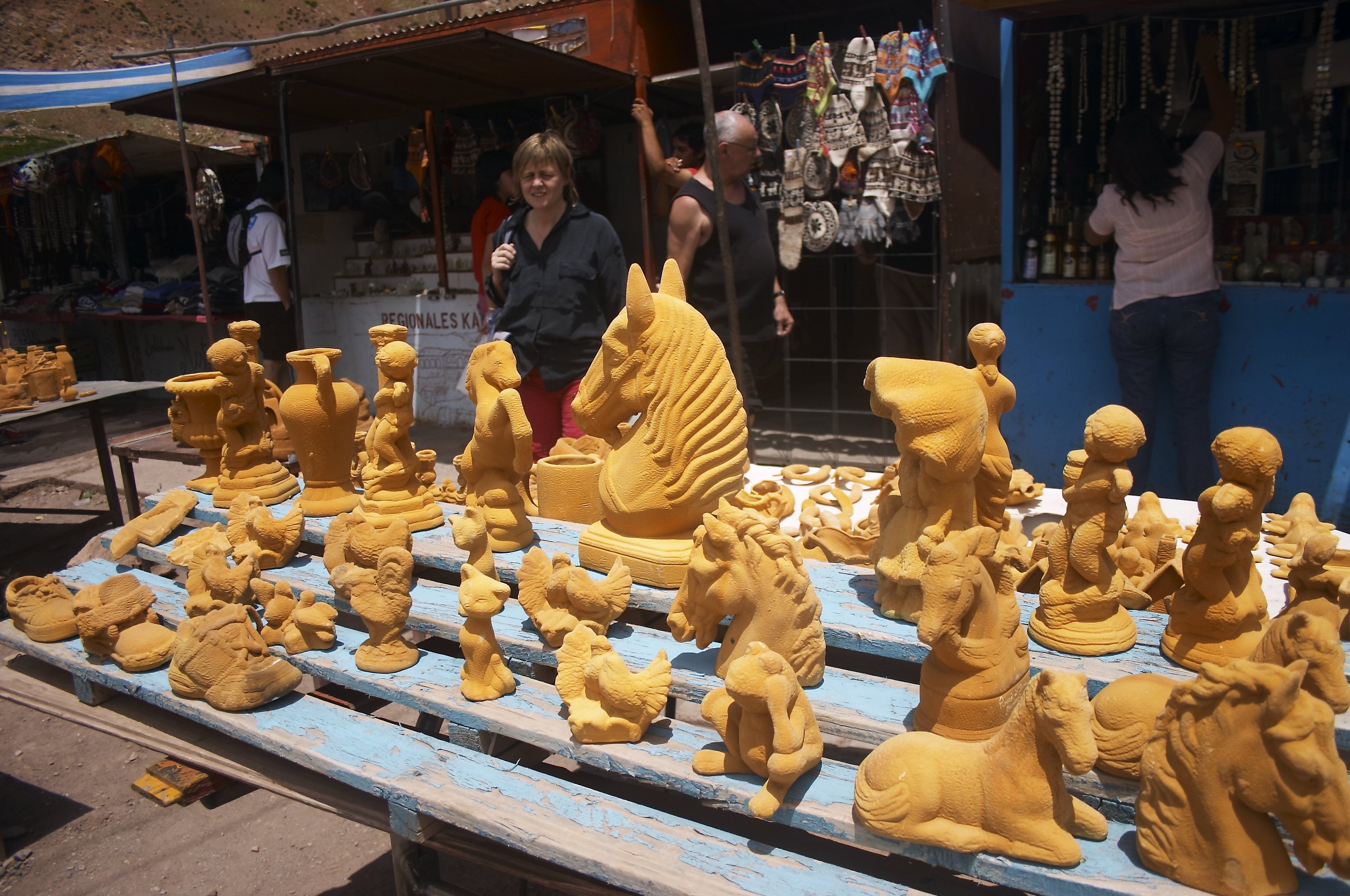
La exposición de objetos durante un tiempo al agua sulfurosa de Puente del Inca los recubre de una capa de azufre.

Actualmente Puente del Inca es una localidad potencialmente turística desde el punto de vista del trazado del Tren Trasandino. Numerosas empresas tienen en la mira a este sitio para emplazar un centro turístico. La formación ya se vio influenciada por el paso del turista: se modificó el curso del agua y así también la mineralización. Luego del desmembramiento de un pedazo de roca, las autoridades prohibieron el paso por el puente desde el 2006.

## Despliegue de las Fuerzas Armadas
| Unidad del Cu Ej Puente del Inca                             | Abreviatura |
| ------------------------------------------------------------ | ----------- |
| Compañía de Cazadores de Montaña 8 «Teniente Primero Ibañez» | Ca Caz M 8  |